# Célula neuroendócrina

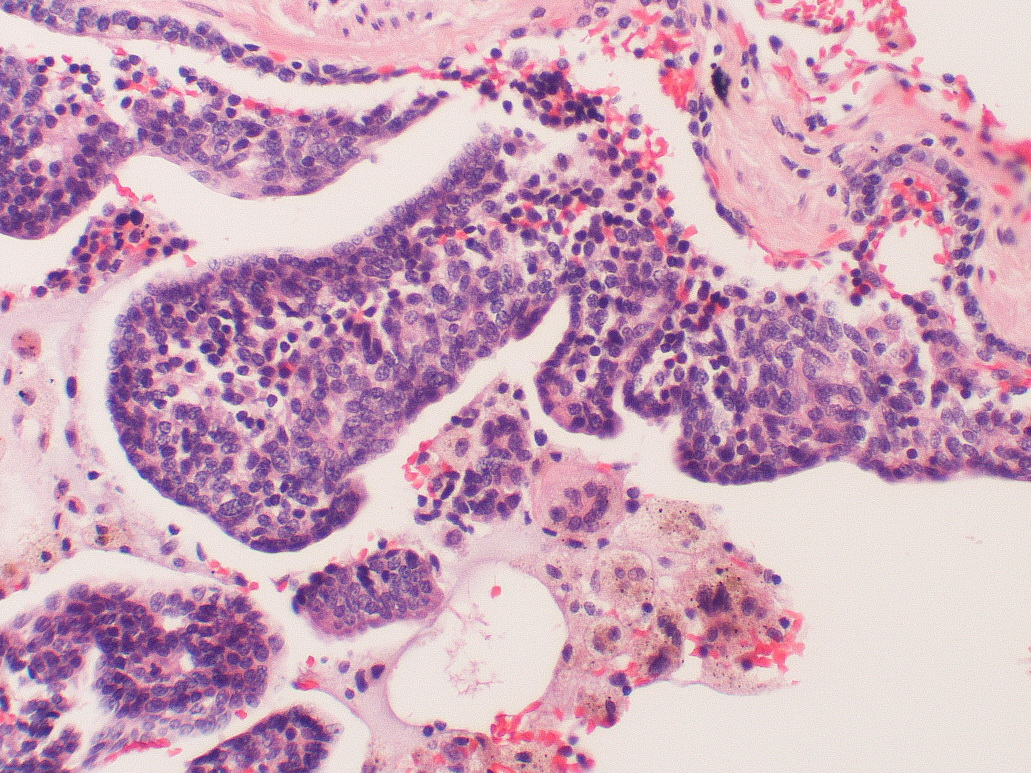
Hiperplasia de célula neuroendócrina

Células neuroendócrinas são neurónios especializados, capazes de produzir e libertar hormonas e neurotransmissores no sangue. Geralmente situam-se no sistema nervoso, mas podem ser observadas em vários órgãos e sistemas.